# José Luis Garci
José Luis García Muñoz (Madrid, 20 januari 1944), beter bekend als José Luis Garci, is een Spaans filmregisseur, filmproducent en scenarioschrijver. Hij is de eerste regisseur die de Oscar voor beste internationale film voor Spanje won, met zijn film Volver a empezar. In totaal werden vier van zijn films genomineerd voor deze prijs, waarmee hij de Spaanse filmregisseur is met de meeste nominaties. De andere films zijn Sesión continua (1984), Asignatura aprobada (1987) en El abuelo (1998).

## Filmografie
| Filmografie als regisseur |                                           |
| Jaar                      | Titel                                     |
| 1977                      | Asignatura pendiente                      |
| 1978                      | Solos en la madrugada                     |
| 1979                      | Las verdes praderas                       |
| 1981                      | El crack                                  |
| 1982                      | Volver a empezar                          |
| 1983                      | El crack dos                              |
| 1984                      | Sesión continua                           |
| 1987                      | Asignatura aprobada                       |
| 1994                      | Canción de cuna                           |
| 1997                      | La herida luminosa                        |
| 1998                      | El abuelo                                 |
| 2000                      | You're the one (una historia de entonces) |
| 2002                      | Historia de un beso                       |
| 2004                      | Tiovivo c. 1950                           |
| 2005                      | Ninette                                   |
| 2007                      | Luz de domingo                            |
| 2008                      | Sangre de Mayo                            |
| 2012                      | Holmes & Watson. Madrid Days              |
| 2019                      | El crack cero                             |

- Bibsys: 14015893
- Biblioteca Nacional de España: XX1719829
- Bibliothèque nationale de France: cb13593912h (data)
- Catàleg d'autoritats de noms i títols de Catalunya: 981058512691006706
- Gemeinsame Normdatei: 139943471
- International Standard Name Identifier: 0000 0000 7827 0722
- Library of Congress Control Number: n94010726
- Nederlandse Thesaurus van Auteursnamen: 072481528
- Istituto Centrale per il Catalogo Unico: PUVV332124
- Système universitaire de documentation: 050729136
- Trove: 1448975
- Virtual International Authority File: 103267785
- WorldCat: E39PBJgHgG9ggBgJ3gwMDFQpfq